# Fekete föld termi a jó búzát

## Kotta és dallam
| Fekete föld termi a jó búzát, sűrű erdő neveli a betyárt. Sűrű erdő a betyár lakása, szép csárdásné gondot visel rája. |

## Felvételek
- Zalavégi dalok. Sasvári Bertalan és Juhász Kitti  YouTube (2012. december 17.)  (Hozzáférés: 2017. január 26.) (videó, szöveg) 2:12-ig.